# Legge salica

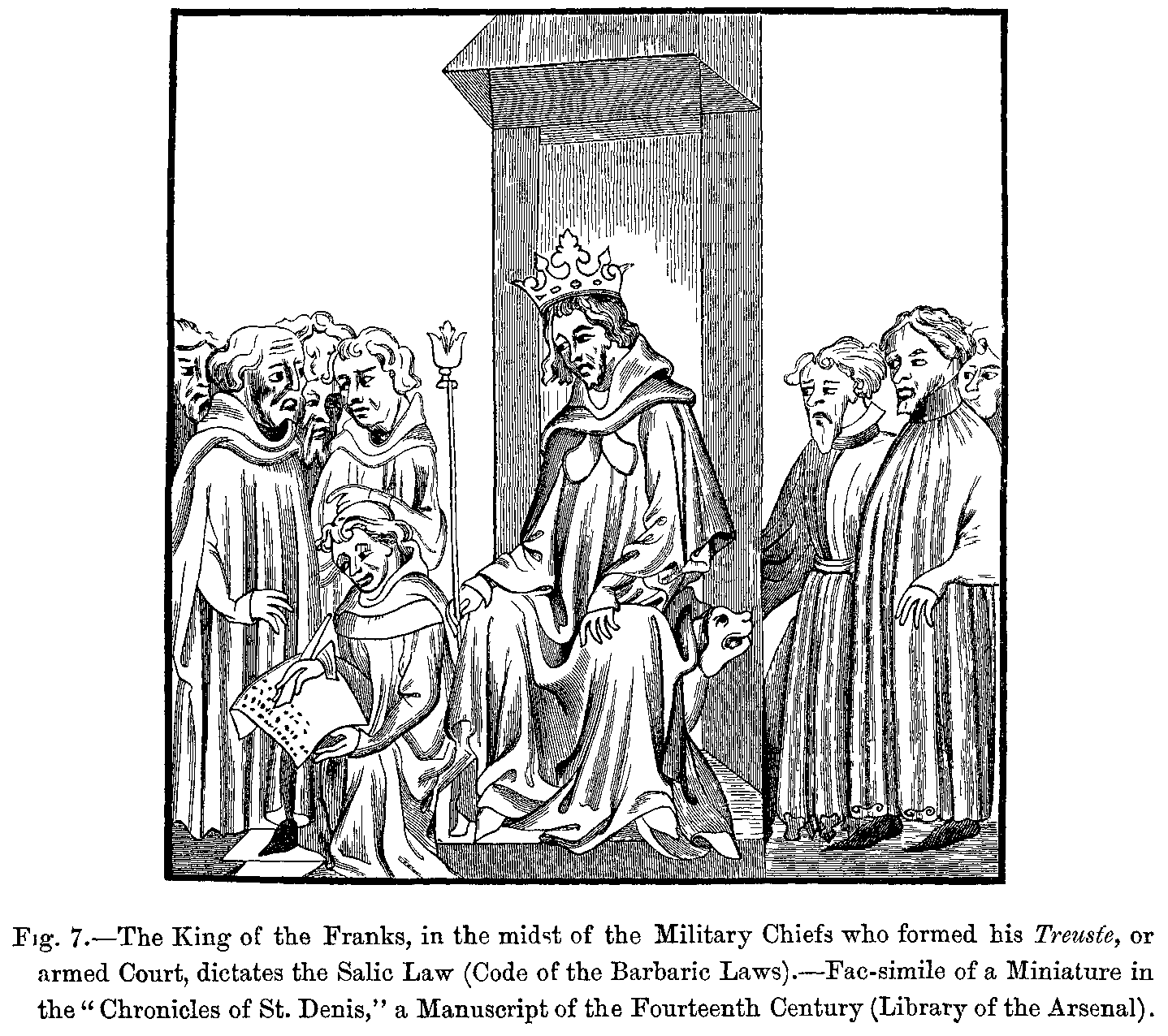
Re Clodoveo detta la Legge salica, circondato dalla sua corte di consiglieri militari

La legge salica (Lex Salica, chiamata anche Pactus legis Salicae per distinguerla da redazioni d'età carolingia in un'edizione critica del 1962) è un codice fatto redigere da Clodoveo I re dei Franchi (481-511) attorno al 503 e relativo alla popolazione dei Franchi Sali, così chiamati perché abitavano la regione prossima alla riva del fiume Sala (oggi chiamato in nederlandese IJssel, poiché scorre nel territorio dei Paesi Bassi).

## Caratteristiche
La Lex Salica è una delle prime raccolte di leggi dei regni latino-germanici, e il suo contenuto non è chiaramente ispirato né alla cultura cristiana né alla precedente cultura antica. Essa fissa per iscritto norme giuridiche preesistenti, che sino ad allora erano state tramandate per via orale. Anche se probabilmente è successiva al Codex Euricianus e alla Lex Burgundionum, essa conserva con maggiore integrità caratteristiche tipiche del diritto delle tribù germaniche, perché, all'epoca della composizione, la romanizzazione dei Franchi non era ancora a uno stato avanzato.
Gli articoli prendono in considerazione ogni possibile fattispecie, per le quali era prevista quasi sempre una pena in denaro se il colpevole era un "uomo libero". I non liberi, invece, venivano puniti con punizioni corporali, come la fustigazione e in alcuni rari casi con la morte. Le pene erano differenti a seconda del danneggiato. Per esempio l'omicidio di un non franco o di un romano era punito con una pena di 67,5 scellini, mentre per l'uccisione di un franco (libero) erano previsti 200 scellini. Un tratto quasi moderno è la previsione di pene anche per gli insulti (il reato che successivamente sarebbe stato chiamato ingiuria), laddove la pena più elevata (45 scellini) era comminata per la parola "puttana".

## Il diritto successorio nellaLex Salica
Nei tempi moderni la Lex Salica è ricordata soprattutto per le conseguenze che ha avuto in alcune dispute sulla discendenza delle famiglie reali. Il titolo 59.5 recita infatti: 
(Lex Salica)
In sostanza prevede che le figlie non possano ereditare le cosiddette "terre saliche" (ma non sono escluse da altri beni, compresi territori non appartenenti a quella regione). Tale disposizione fu ampiamente usata durante dispute per varie successioni al trono, a partire dal XIV secolo, come argomento contrario alla discendenza femminile nelle case regnanti.

### Applicazioni della legge salica
Attualmente in Europa la legge salica vige esclusivamente nel principato del Liechtenstein.

#### Francia
La prima applicazione nel Trecento fu dovuta a Filippo V che utilizzò questa legge per succedere sul trono di Francia a Giovanna II di Navarra figlia del fratello e re Luigi X: per applicare tale legge si dovette convocare l'assemblea degli stati generali nel 1317. Lo stesso fece poi il fratello Carlo IV quando, alla morte di Filippo, salì sul trono, benché il fratello avesse avuto delle figlie.
L'applicazione della Lex Salica ebbe una particolare importanza nella disputa tra i Valois (francesi) e i Plantageneti (inglesi), sulla successione al trono di Francia dopo l'estinzione della dinastia capetingia diretta con Carlo IV: Filippo VI, il cui nonno paterno era re Filippo III basava le proprie pretese proprio sull'applicazione della Lex Salica, negando il diritto di successione a Edoardo III d'Inghilterra, figlio di Isabella, a sua volta figlia di Filippo IV; il sovrano inglese rispose dichiarando guerra a Filippo e dando il via alla guerra dei cent'anni. Tale circostanza è citata anche nell'Enrico V di Shakespeare (In terram salicam mulieres ne succedant).
Si deve alla legge salica anche l'ascesa al trono di Francia di Enrico IV di Borbone (Enrico III di Navarra), appartenente all'ultimo ramo capetingio rimasto dopo l'estinzione di quello dei Valois.
In questo senso "legge salica" è diventata sinonimo di legge per la successione al trono che esclude la discendenza femminile, al di là del riferimento al testo originale. È da notare che tali controversie sono in effetti assai complesse e hanno previsto, nel corso dei secoli e nei diversi stati, numerose varianti (ad esempio: le femmine ereditano solo in assenza di fratelli maschi, oppure le femmine non ereditano ma trasmettono il diritto all'eredità ai loro figli).
Opposto alla legge salica è il maggiorascato (risalente all'epoca dei Franchi) dove tutti i beni del padre vengono concessi al figlio primogenito, o a chi ha maggiore età.

#### Monarchia asburgica
Nella monarchia asburgica la legge salica fu in vigore fino al 19 aprile 1713, quando la Prammatica Sanzione regolò la legge di successione austriaca, imponendo la successione al trono per primogenitura e, sussidiariamente, anche per via femminile. Ciò consentì l'ascesa al trono di Maria Teresa d'Austria nel 1740, sia pure a prezzo di una guerra.

#### Italia
Il Regno d'Italia prevedeva che gli eredi al trono fossero scelti per legge salica. Infatti, lo Statuto Albertino del 1848 stabilisce, all'articolo secondo, comma due: "Il trono è ereditario secondo la legge salica".
Emanuele Filiberto e Vittorio Emanuele di Savoia, pretendenti al trono d'Italia, in contrapposizione con il ramo Savoia-Aosta, nel 2020, hanno annullato la legge salica in favore di Vittoria di Savoia, figlia di Emanuele Filiberto e nipote di Vittorio Emanuele. Quasi tutti i monarchici italiani, sostenitori dei diritti di Aimone di Savoia-Aosta, hanno contestato tale gesto, in quanto non direttamente esprimibile da un capo di una casa reale, tanto più se capo disputato e dato che la legge di successione è modificabile solo con il consenso del Parlamento, cosa impossibile in assenza di monarchia.

## La legge semisalica
La legge semisalica permetteva alle femmine di ascendere al trono solamente se non c'erano eredi maschi.
Vi sono varie versioni della legge semisalica, ma solitamente l'applicazione prevedeva che, in caso di mancanza di eredi maschi, fosse consentita l'ascesa al trono della femmina erede "più vicina" all'ultimo regnante. In una serie di sorelle, ad esempio (tutte discendenti dal medesimo sovrano defunto), la maggiore veniva preferita alle altre, instaurando quindi una primogenitura all'interno della legge semisalica, questo perché in termini di consanguineità essa poteva essere considerata la più vicina per sangue al sovrano.
Questa legge era applicata in alcune dinastie, come gli Asburgo d'Austria o i Borbone del regno delle Due Sicilie, nonché in Russia sulla base delle Leggi Paoline del 1797.
Impropriamente viene chiamata da alcuni semisalica anche la legge di successione al trono che prevede a parità di parentela la primogenitura con prevalenza del sesso maschile su quello femminile (esempio tra la prole di un sovrano vengono prima i figli maschi in ordine di nascita e poi le figlie, sempre secondo l'età). 
Rimase applicata in quest'ultima forma in Danimarca fino all'8 giugno 2009, nel Lussemburgo fino al 20 giugno 2011 e nel Regno Unito fino al 28 ottobre 2011. Attualmente la prevalenza del sesso maschile (a parità di rapporto di parentela con il regnante) è vigente, in Europa, solo in Spagna (articolo 57 della costituzione spagnola) e nel Principato di Monaco.